# Mohamed Youssef (sędzia piłkarski)
Mohamed Ibrahim Youssef – sudański sędzia piłkarski, który sędziował finałowy mecz I Pucharu Narodów Afryki.
Pochodził z Chartumu.